# Hypsoblennius caulopus
Hypsoblennius caulopus är en fiskart som först beskrevs av Gilbert, 1898.  Hypsoblennius caulopus ingår i släktet Hypsoblennius och familjen Blenniidae. IUCN kategoriserar arten globalt som otillräckligt studerad. Inga underarter finns listade i Catalogue of Life.